# Cunaxoides minima
Cunaxoides minima är en spindeldjursart som först beskrevs av Trägårdh 1910.  Cunaxoides minima ingår i släktet Cunaxoides och familjen Cunaxidae. Inga underarter finns listade i Catalogue of Life.